# Julien-Bernard-Dorothée Mazade-Percin
Pour les articles homonymes, voir Percin.
Julien-Bernard-Dorothée de Mazade-Percin, né le 28 mars 1750 à Montech, mort le 23 mai 1823 à Castelsarrasin, est un homme politique de la Révolution française.

## Biographie
Julien-Bernard-Dorothée de Mazade-Percin est issu d'une branche cadette de la famille de Mazade, importante famille de juristes originaire de Montech. Son grand-père, Jean de Mazade (1688-1750), est avocat au parlement de Toulouse, tandis que son père, Louis de Mazade (né en 1716), seigneur de Percin, est procureur du roi à Castelsarrasin. Il est le grand-père de Charles de Mazade. 
Il poursuit également une carrière d'avocat au parlement. En 1773, il épouse Élisabeth du Bourg. Il est magistrat à l'Île de France. 

### Carrière politique
En septembre 1791, Mazade-Percin est élu député suppléant du département de la Haute-Garonne, le deuxième sur quatre à l'Assemblée nationale législative où il n'est pas appelé à siéger. 
La monarchie s'effondre à la suite de l'insurrection 10 août 1792. En septembre, Mazade-Percin est élu député de la Haute-Garonne, le douzième et dernier, à la Convention nationale. Il siège sur les bancs de la Plaine. Lors du procès de Louis XVI, il vote « la réclusion perpétuelle » et se prononce en faveur de l'appel au peuple et du sursis. Il est absent lors de la mise en accusation de Marat et est en mission lors du scrutin sur le rétablissement de la Commission des Douze. Il est en effet envoyé en mission auprès de l'armée des côtes de La Rochelle aux côtés de Carra, Choudieu, Garnier de Saintes, Goupilleau de Fontenay et Trullard. En pluviôse an III (fin janvier 1795), il est envoyé dans les départements de la Meurthe et de la Meuse.